# Агия Напа
Агия Напа (на гръцки: Αγία Νάπα, Агиа Напа; на турски: Aya Napa, Ая Напа) е град и един от големите туристически центрове в Република Кипър. Сочен е за най-известния кипърски курорт. Намира се в югоизточната част на острова, в частта на кипърските гърци, близо до полуострова, на който се намира град Фамагуста (чиито звезди са възпети в поезията на Никола Вапцаров).

## География
Градът разполага с приятни плажове. Има малък скалист остров в близост да брега и доста туристи прегазват водата „до колене“, за да наблюдават ефектните номера на десетките джетове и други водни забавления. В Агия Напа се намира най-големият в Кипър аквапарк, Water World Waterpak, изграден в стила на древногръцката митология. Тук е и най-големият на острова център за подводно плуване.

## Туризъм
Градът се посещава всяка година от хиляди туристи от различни страни, като от край време сред най-многобройните са британците. Западно от курортното градче, малко преди него, се намира британската военна база Декелия. За да се стигне по суша до града неминуемо е преминаването през нея.

## Побратимени градове
- Мелиеха, Малта
- Ретимно, Гърция
- Янина, Гърция